# Rakkestad
Rakkestad ist eine norwegische Kommune in der Provinz (Fylke) Østfold. Sie besteht aus den Ortsteilen Degernes, Os und Rakkestad. Degernes und Rakkestad wurden 1964 zu der heutigen Kommune zusammengeschlossen.
Rakkestad ist eine der größten landwirtschaftlichen Kommunen in Norwegen. Die Wirtschaft ist geprägt durch Getreideanbau, Rinder- und Milchwirtschaft, Getreidesilos, Mühlen und Holzverarbeitung. Der höchste Berg in der Kommune ist der Linekleppen (325 moh).

## Geschichte
Auf Høgnipen in Degernes, einer ehemaligen Fischeransiedlung, wurden einige der ältesten Funde aus der Steinzeit in Norwegen gemacht, darunter 11000 Jahre alte Steinwerkzeuge. Es existieren auch 3000 Jahre alte Felszeichnungen. Der Name Rakkestad soll ursprünglich vom Namen eines Bauernhofes und seines Besitzers Rakki abgeleitet sein.
1424 verjagten die Einwohner den Vogt Hermann Molteke (aus einem deutschen Geschlecht) von seinem Lehn in Rakkestad. Dies geschah nicht, weil er deutscher Abstammung war, sondern wegen seiner Rechtsverstöße, wie ein erhaltenes Schreiben an König Erik zeigt: Er verhaftete Hermann Krus zu Hause, brachte ihn gefesselt aus dem Bezirk und beschlagnahmte dessen Vermögen. Außerdem setzte er dessen schwangere Frau vom Frühjahr bis in den Herbst bis zum Tag, an dem sie gebären sollte, gefangen. Er ließ auch einen weiteren Bewohner ergreifen und dessen Frau so schlagen, dass sie nie mehr ganz gesund wurde, nahm dessen Geld und brachte es aus dem Bezirk. Einer anderen Frau stahl er 8 Ellen Stoff. Von einem weiteren Einwohner nahm er ohne Urteil gesetzwidrig eine Kiste weg. Er ging auch bewaffnet gegen den Pfarrer vor. Darum hätten sie ihn verjagt, und sie drohten, den Bezirk zu verlassen, wenn er nochmal zurückkäme. [Diplomatarium Norvegicum II, Nr. 681 vom 1. Juni 1424]

## Verkehr
Rakkestad wurde 1862 an den östlichen Teil der Østfoldbane (Ski-Mysen-Sarpsborg) angeschlossen. Über die RV 22 ist Rakkestad mit Mysen und Halden, über die RV 111 mit Sarpsborg und Fredrikstad sowie über die RV 124 mit Aremark und Askim verbunden.

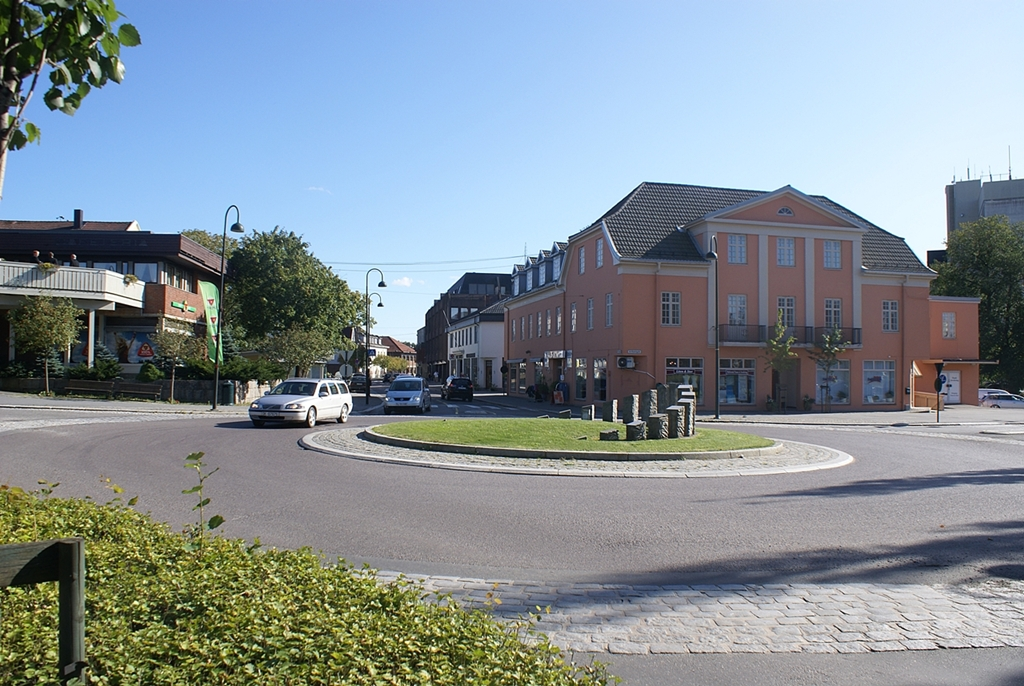
Storgaten-Hauptstrasse von Rakkestad

## Sehenswürdigkeiten
- Landwirtschafts- und Heimatmuseum Rakkestad mit Hofanlage aus dem 18. Jahrhundert
- Heimatfrontmuseum (Hjemmefrontmuseet), 1983 gegründet, mit zivilen und militärischen Exponaten aus der Zeit des Zweiten Weltkrieges
- Mühlenpark mit restauriertem Sägewerk und Mühle
- Linekleppen, auf dem 325 Meter hohen Berg befindet sich seit 1908 ein Feuer-Wachturm

## Söhne und Töchter der Kommune
- Johannes Espelund (1885–1952), norwegischer Sportschütze
- Sigrid Sundby Dybedahl (1942–1977), norwegische Eisschnellläuferin